# A Tempestade ou O Livro dos Dias
A Tempestade ou O Livro dos Dias, ou apenas A Tempestade, é o sétimo álbum de estúdio da banda brasileira de rock Legião Urbana, lançado em 20 de setembro de 1996 pela EMI. 
O álbum, produzido pelo guitarrista da banda Dado Villa-Lobos, é o último trabalho do Legião Urbana lançado com Renato Russo ainda vivo; o vocalista morreria em 11 de outubro de 1996, exatamente 3 semanas após o lançamento.  
No Brasil foram vendidos mais de 500 mil de cópias, e foi o quarto mais vendido da banda, sendo certificado com disco de platina duplo pela ABPD.

## Contexto
A Tempestade ou O Livro dos Dias foi gravado em meio a uma recaída do vocalista, violonista e tecladista Renato Russo, que gravara o disco anterior, O Descobrimento do Brasil (1993), totalmente limpo de drogas e álcool.
No período, Renato finalizava também seu segundo disco solo, Equilíbrio Distante, enquanto os outros dois membros da banda, o guitarrista Dado Villa-Lobos, e o baterista Marcelo Bonfá, se uniam ao diretor artístico da EMI-Odeon João Augusto para remasterizar os seis CDs anteriores do grupo e lançar as novas versões em uma caxa denominada Por Enquanto - 1984/1995.

## Gravação
A Tempestade ou O Livro dos Dias foi gravado a partir de janeiro de 1996 no AR Estúdios, na Barra da Tijuca, no Rio de Janeiro. A banda teve um desentendimento com o local assim que iniciaram os trabalhos, pois descobriram que as instalações não haviam sido reservadas exclusivamente para eles. Renato fez disso mais um motivo para não acompanhar as gravações, ao mesmo tempo em que o tecladista de apoio, Carlos Trilha, passava a acompanhar praticamente todo o trabalho do grupo. Diferentemente do disco anterior, não houve uso de Pro Tools nesta obra.
O álbum foi planejado para ser um disco duplo, mas Renato era contra, por temer um preço final muito elevado. Os outros dois integrantes da banda acabaram aceitando incluir apenas A Tempestade na capa quando perceberam que seu colega provavelmente não viveria muito tempo. Na época, Renato já aparentava estar bastante magro e debilitado. Marcelo gostava mais do nome O Livro dos Dias, termo que aparece na primeira parte do encarte. O livreto trazia também uma frase de Oswald de Andrade: "O Brasil é uma república federativa cheia de árvores e gente dizendo adeus". É o único álbum da banda a não conter a frase Urbana Legio Omnia Vincit ("Legião Urbana vence tudo", em latim).
Devido ao seu estado de saúde, Renato gravou apenas a voz-guia das faixas, não tendo voltado ao estúdio para registrar as versões definitivas, que deveriam ir para o produto final. A única exceção é a faixa "A Via Láctea", com elementos de autobiografia e que ele queria que fosse enviada às rádios. Jorge Davidson, diretor artístico que levou a banda à EMI-Odeon, e que, na época, atuava na Sony, foi convidado por Renato a visitá-lo em seu apartamento e ouvir o álbum pronto. Ele recomendou que Renato regravasse suas vozes, mas o cantor voltou a se recusar. Foi a última vez que os dois se encontraram.
Renato acompanhou pouco dos trabalhos presencialmente, mas era atualizado por telefone diariamente por Dado. Além disso, recebia por meio do roadie Reginaldo Ferreira as fitas de Dado, que eram retornadas ao colega também pelas mãos de Reginaldo.
Renato constantemente reprovava o trabalho dos colegas. Disse a Dado ao ouvir o material quase todo pronto que "a única coisa que servia dali era o clique do metrônomo" e chegou a brigar com o Carlos por ligar para ele diariamente de madrugada para expressar desaprovação pelo trabalho dele. Marcelo comentou que evitava ficar em estúdio além do necessário, pois o clima no local era triste.
Em seu último contato com Renato, Reginaldo telefonou para o cantor para perguntá-lo o que havia achado do produto final. Renato respondeu: "ainda não defini o masculino e o feminino do disco", frase que Reginaldo nunca chegou a compreender.

## Recepção

### Recepção da crítica
| Críticas profissionais                                                      | Críticas profissionais |
| Avaliações da crítica                                                       | Avaliações da crítica  |
| Fonte                                                                       | Avaliação              |
| --------------------------------------------------------------------------- | ---------------------- |
| allmusic                                                                    | [ 10 ]                 |
| Esta tabela precisa de ser acompanhada por texto em prosa. Consulte o guia. |                        |

### Recepção comercial
O álbum teve uma vendagem de 996,000 mil de cópias, sendo um dos discos mais vendidos de 1996 e um dos mais vendidos da banda. As canções mais tocadas nas rádios foram "A Via Láctea" e "Dezesseis"; e em menor grau "L'Avventura", "Esperando por mim", entre outras.

## Lista de faixas
Todas as letras escritas por Renato Russo. Todas as canções produzidas por Dado Villa-Lobos e Legião Urbana.
| N.º            | Título               | Música                                      | Duração |  |
| 1.             | "Natália"            | Renato Russo Marcelo Bonfá Dado Villa-Lobos | 3:55    |  |
| 2.             | "L'avventura"        | Russo Bonfá Villa-Lobos                     | 4:37    |  |
| 3.             | "Música de Trabalho" | Russo Bonfá Villa-Lobos                     | 4:19    |  |
| 4.             | "Longe do Meu Lado"  | Russo Bonfá                                 | 4:25    |  |
| 5.             | "A Via Láctea"       | Russo Bonfá Villa-Lobos                     | 4:39    |  |
| 6.             | "Música Ambiente"    | Russo Bonfá Villa-Lobos                     | 4:07    |  |
| 7.             | "Aloha"              | Russo Bonfá Villa-Lobos                     | 5:25    |  |
| 8.             | "Soul Parsifal"      | Russo Marisa Monte                          | 4:54    |  |
| 9.             | "Dezesseis"          | Russo Bonfá Villa-Lobos                     | 5:23    |  |
| 10.            | "Mil Pedaços"        | Russo Bonfá Villa-Lobos                     | 3:22    |  |
| 11.            | "Leila"              | Russo Bonfá Villa-Lobos                     | 5:22    |  |
| 12.            | "1º de Julho"        | Russo                                       | 4:49    |  |
| 13.            | "Esperando por Mim"  | Russo Bonfá Villa-Lobos                     | 4:21    |  |
| 14.            | "Quando Você Voltar" | Russo Bonfá Villa-Lobos                     | 2:53    |  |
| 15.            | "O Livro dos Dias"   | Russo Bonfá Villa-Lobos                     | 4:18    |  |
| Duração total: | Duração total:       | Duração total:                              | 67:03   |  |

Notas
- "Dezesseis" contém como canção incidental "Strawberry Fields Forever", de John Lennon e Paul McCartney.

## Créditos
Todo o processo de elaboração de A Tempestade ou O Livro dos Dias atribui os seguintes créditos:
| Estúdios - Discover (Rio de Janeiro): gravação, mixagem (demo de "1º de Julho") - AR (Rio de Janeiro): gravação, mixagem - Sterling Sound (Nova Iorque, EUA): masterização | Vocais - Renato Russo: vocais principais, vocais de apoio - Marcelo Bonfá: vocais de apoio - Dado Villa-Lobos: vocais de apoio - Carlos Trilha: vocais de apoio |

Instrumentação
| - Renato Russo: baixo, violão - Marcelo Bonfá: bateria, rhythm track, percussão - Dado Villa-Lobos: guitarra, viola de 10, violão, baixo, dobro, baixo final - Carlos Trilha: teclado, piano, percussão, rhythm track, baixo eletrônico - Pareschi: cordas - José Alves: cordas | - Ricardo Amado: cordas - Bernardo Bessler: cordas - Walter Hack: cordas - Perrota: cordas - Carmelita Reis: cordas - Marie Christine: cordas - Jesuina Passaroto: cordas - Alceu Reis: cordas - Denner Campolina: cordas | - Jairo Diniz: cordas - Marcio Malard: cordas - Nilton Rodrigues: cordas - Lia Gandelman: cordas - Andrea Ernest: cordas - Katia Pierre: cordas - Altair Martins: cordas - Philip Doyle: cordas - Vittor Santos: cordas |

Produção
| - Renato Russo: composição, produção - Marcelo Bonfá: composição, produção - Dado Villa-Lobos: composição, produção, produção de guitarras - Marisa Monte: composição - Rafael Borges: produção executiva - João Augusto: direção de produção | - Reginaldo Ferreira: assistente de produção - Marcelo Sabóia: gravação, mixagem - Vitinho: assistente de estúdio - Luciano Tarta: assistente de estúdio - Fabiano: assistente de estúdio - Estevão: assistente de estúdio | - Rodrigo Vidal: assistente de estúdio - George Marino: masterização - Fábio Henriques: pro Tools - Tom Capone: produção de guitarras - Carlos Trilha: programação - Jota Moraes: arranjo de cordas |

Visuais e imagem
| - Ernesto Baldan: fotos (Dado) - Flávio Colker: fotos (Renato) - Livio Campos: fotos (Marcelo) - Catedral de Chartres: vitral do século XIII (fundo) | - Marcelo Bonfá: desenho (contracapa do encarte) - Renato Russo: projeto gráfico - Egeu Laus: projeto gráfico - Patricia Fernandes: coordenação gráfica |

## Vendas e certificações
| País                       | Certificação | Vendas   |
| -------------------------- | ------------ | -------- |
| Brasil (Pro-Música Brasil) | 2× Platina   | 500.000+ |